# Roman Reigns

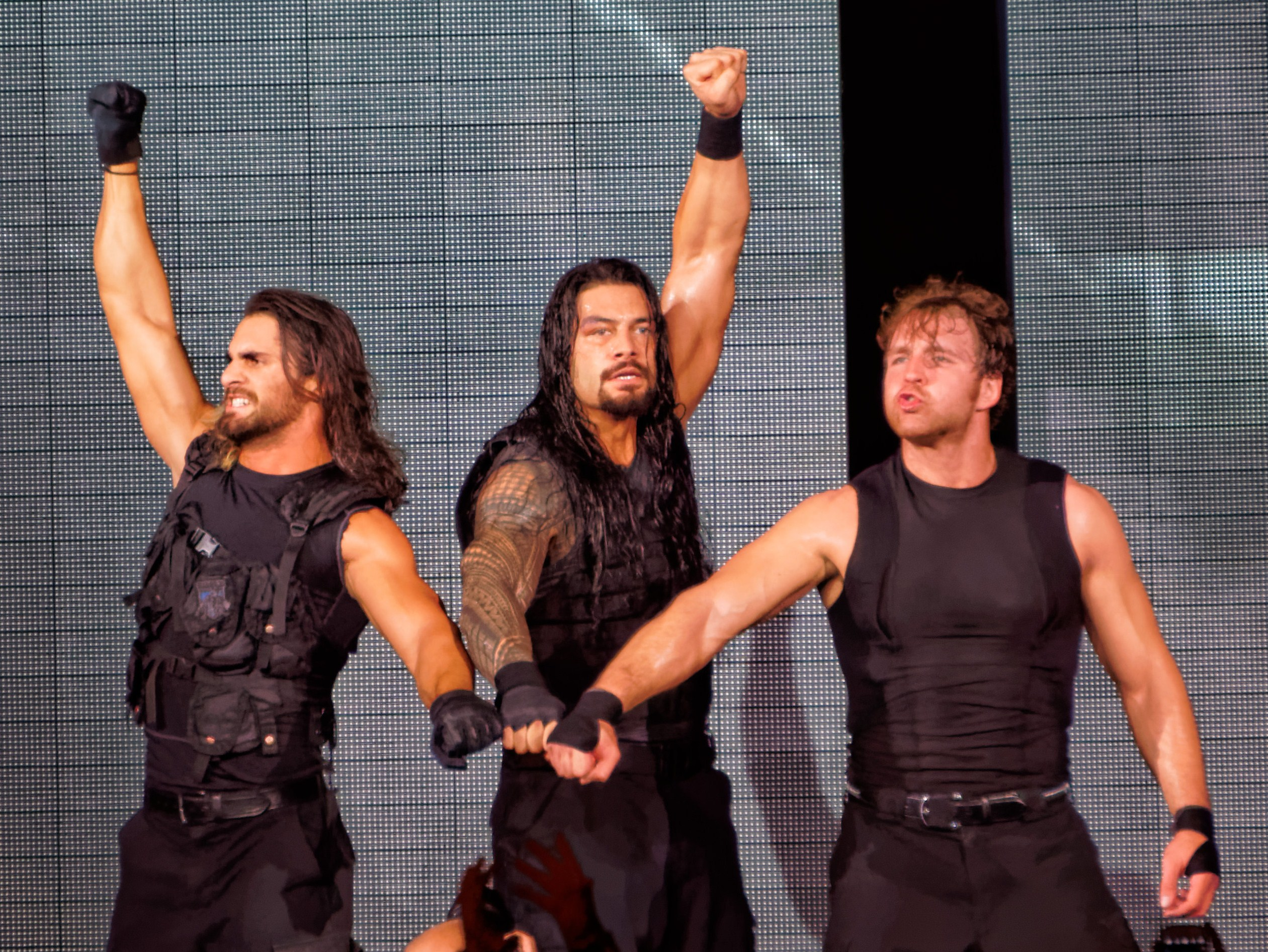
A Shield, 2014

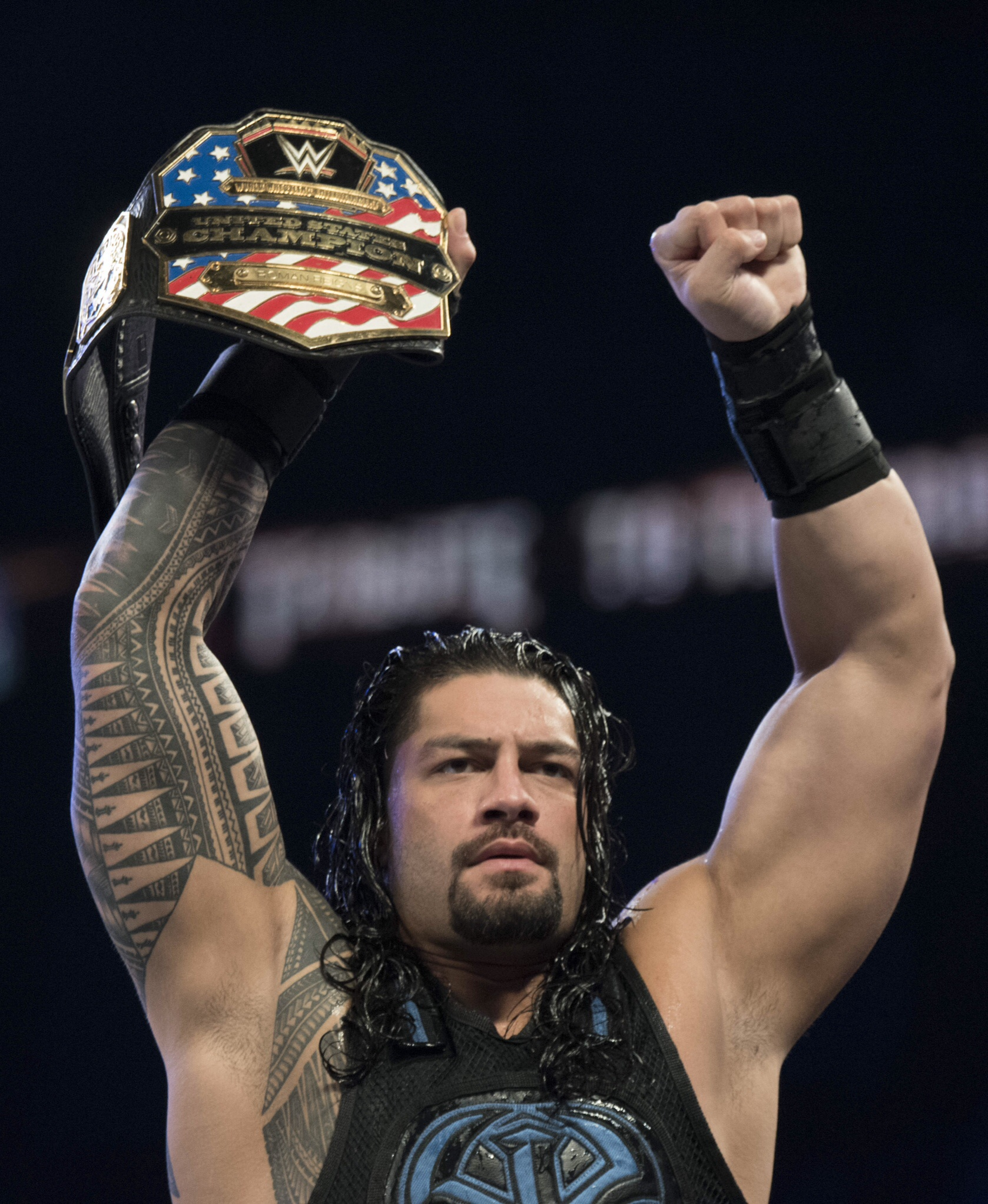
United States bajnok, 2016

Leati Joseph Anoaʻi, ismertebb nevén Roman Reigns (1985. május 25. –) amerikai pankrátor, egykor kanadai futballista.
Az NFL-ben és a CFL-ben futballozott, majd 2010-ben aláírta a szerződést a WWE-vel. Itt az FCW fejlődési ágba került, majd 2012-ben fellépett a főnévsorba A Pajzs csapat tagjaként. Azóta két alkalommal szerezte meg a WWE nehézsúlyú világbajnoki övét és egyszer a WWE Tag Team bajnoki övet. Ezen felül 2015-ben megnyerte a Royal Rumble-t, valamint 2014-ben az év szupersztára lett. Két rekordot állított fel a cégnél: a legtöbb kiejtés a Survivor Series elimination meccsen (4 fő 2013-ban) és a legtöbb kiejtés a Royal Rumble meccsen (12 fő 2014-ben). Jelenleg is a WWE-vel áll szerződésben.(E rekordot azóta megdöntötte  Braun Strowman  és  Brock Lesnar  13 fővel)
2020-ban mutatta be új heel karakterét, amelyet "Tribal Chief" (magyarul Törzsfőnök) névvel ihletett. Megszerezte a WWE Egyetemes bajnoki címét, melyet 1316 napig birtokolt, ezzel felállítva a WWE történelmének leghosszabb modern kori világbajnoki regnálásának rekordját, amelyet a mai napig birtokol.

## Futball karrier
Anoa'i futballozott három évig a Pensacola Katolikus Gimnáziumban, valamint egy évig az Escambia Gimnáziumban. Ezután részt vett a Georgia Institute of Technology rendezvényen, ahol tagja volt a Georgia Tech Yellow Jackets labdarúgó-válogatottnak. 2007-ben a Minnesota Vikings (National Football League – (NFL) csapathoz igazolt. 2008-ban átszerződött az Edmonton Eskimos csapathoz a Canadian Football League (CFL)-ben. Anoa'i legemlékezetesebb meccse a Hamilton Tiger-Cats csapat ellen volt szeptemberben, ahol holtverseny alakult ki. 2008. november 10-én visszavonult futball világából.

## Profi pankrátor karrier
2010 júliusában Anoa'i aláírt egy fejlődési szerződést World Wrestling Entertainment (WWE)-vel, majd átkerült a Florida Championship Wrestling (FCW)-hez. Itt Roman Leakee néven debütált 2010. szeptember 9-én Richie Steamboat ellen. Többször tett kísérletet az FCW Florida nehézsúlyú bajnoki öv megszerzésére, de ez nem sikerült neki. Leakee később megnyerte az FCW Florida Tag Team bajnoki övet Mike Dalton-al, de CJ Parker és Jason Jordan ellen elveszítették. Miután a WWE átnevezte az FCW-t NXT-re, Anoa'i új ringneve Roman Reigns lett. Az NXT-ben 2012. október 31-én debütált, ahol legyőzte CJ Parker-t. Reigns televíziós bemutatkozása 2012. november 18-án volt a Survivor Series rendezvényen, ahol Dean Ambrose és Seth Rollins társaságában bántalmazták Ryback-et; így CM Punk megvédte a WWE bajnoki övét. 

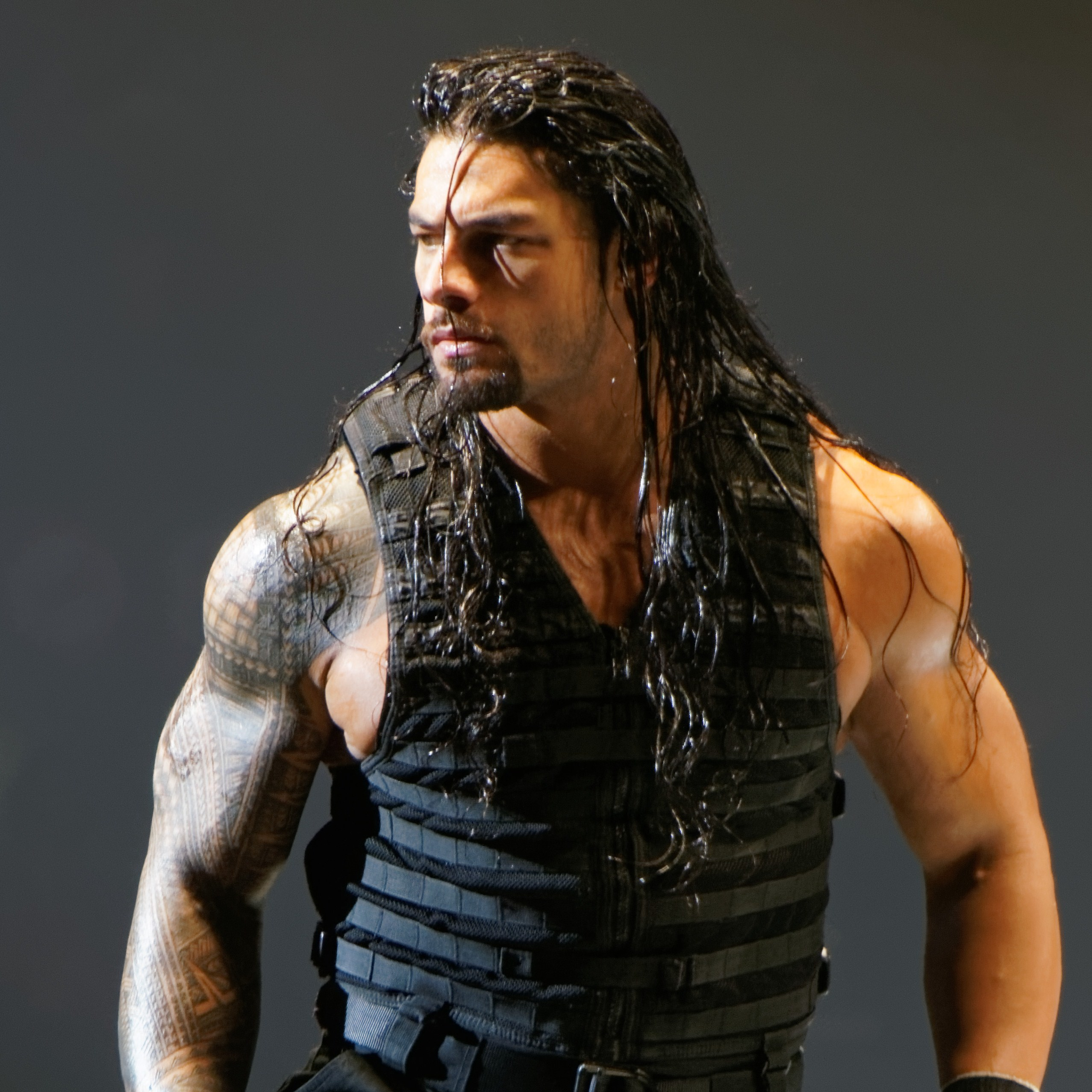
Roman Reigns, 2013

A trió "A Pajzs" (The Shield)-nek nevezte magát, s mottójuk az "igazságtalanság" elleni küzdelem volt. 2013 januárjában folytatták a CM Punknak való segítséget, így Punk ellenfeleit folyamatosan megtámadták. Kezdetekben bár tagadták, de később kiderült, hogy maga CM Punk és menedzsere, Paul Heyman fogadta fel őket erre a feladatra. A Pajzs kapcsolata CM Punk-al lassan véget ért, majd egy új viszály kezdődött John Cena, Ryback és Sheamus ellen. Első WrestleMania mérkőzésük 2013. április 7-én volt Big Show, Randy Orton és Sheamus ellen, amit sikerült is megnyerniük. 2013. május 19-én, az Extreme Rules rendezvényen legyőzték Daniel Bryan és Kane csapatát, a Team Hell No-t, s ezzel megnyerték a WWE Tag Team bajnoki övet. Több sikeres címvédés után 148 napos uralkodásuknak Cody Rhodes és Goldust vetett véget. 2014-ben először a Wyatt Family (Bray Wyatt, Luke Harper és Erick Rowan), később pedig az Evolution (Triple H, Randy Orton és Batista) csapatokkal rivalizáltak. Reigns részt vett a 2014-es Royal Rumble meccsen, ahol bejutott a döntőbe. A meccset ugyan nem nyerte meg, de mivel 12 főt kiejtett a mérkőzés során, így felállított egy rekordot. Batista visszavonulása után Triple H a "B terv"-hez folyamodott, melynek eredményeképp Rollins megtámadta csapattársait, s így "A Pajzs" feloszlott. 
Reigns ezzel elkezdte a szólókarrierjét, s célkeresztbe vette a WWE nehézsúlyú bajnoki övet, valamint Seth Rollins-t. 2015-ben megnyerte a Royal Rumble-t, így a WrestleMania 31-en összecsapott Brock Lesnar-al, az akkori WWE bajnokkal, de Rollins beavatkozott a mérkőzésbe. 2015 novemberében Rollins lesérült, így a WWE bajnoki övet elvették tőle. Egy versenyt szerveztek, mely a Survivor Series rendezvényen bontakozott ki. Reigns itt legyőzte Alberto Del Rio-t, később pedig Dean Ambrose-t is, így ő lett az új WWE nehézsúlyú világbajnok. Sokáig azonban nem örülhetett a címének, hiszen a meccs végén Sheamus beváltotta ellene a MITB táskát, így elvette tőle az övet. December 14-én a RAW-on Vince McMahon visszavágót hirdetett Sheamus ellen, akit végül Reigns le is győzött, s visszaszerezte a címet. 2016 januárjában a Royal Rumble-n kellett megvédenie az övet, ám ez nem sikerült neki, mivel Triple H kiejtette, s elvette tőle a címet. Az április 3-án megrendezett WrestleMania 32-n újból versenybe szállt a World Heavyweight Champion címért, ahol az akkori bajnok, Triple H volt az ellenfele. Az övet végül Reigns nyerte el, így 3x-os nehézsúlyú világbajnokká vált. 
A címet ezt követően többször megvédte AJ Styles ellen, majd június 19-én, a "Money in the Bank"-en Seth Rollins ellen elveszítette. Ezt követően az országos bajnoki címet vette célkeresztbe. Emiatt többször összecsapott Rusev-el, végül el is nyerte tőle szeptemberben a "Clash of Champions" rendezvényen. Az övet 106 nap után, 2017 januárjában veszítette el egy handicap meccsen, Chris Jericho és Kevin Owens ellen.
FCW Florida Tag Team Championship (1x)
- 2012. június 15.: Csapattársával, Mike Dalton-al győzött egy Live event-en.

WWE Tag Team Championship (1x)
- 2013. május 19.: Csapattársával, Seth Rollins-al az Extreme Rules-en legyőzték a Team Hell No (Kane és Daniel Bryan) csapatot.

#### WWE Universal Championship(2x)
WWE Championship (3x)
- 2015. november 22.: Survivor Series-en legyőzte Alberto Del Rio-t és Dean Ambrose-t.
- 2015. december 14.: RAW-on legyőzte Sheamus-t.
- 2016. április 3.: WrestleMania 32-n legyőzi Triple H-t.

WWE United States Championship (1x)
- 2016. szeptember 25.: Clash of Champions-on legyőzi Rusev-et.

WWE Intercontinental Championship (1x)
- 2017. november 20.: RAW-on legyőzi The Miz-t

Slammy-díjak (7x)
- Az év feltörekvő sztárja (Breakout Star of the Year) (2013) (A Pajzs tagjaként)
- Az év frakciója (Faction of the Year) (2013, 2014) (A Pajzs tagjaként)
- Az év trendje (Hashtag) (2013) – #BelieveInTheShield (Magyarul: Higgy a Pajzsban!)
- Az év manővere ("What a Maneuver" of the Year) (Spear, 2013)
- Az év szupersztárja (2014)
- Az év extrém pillanata (Extreme Moment of the Year) (2015) – TLC-n.

WWE ROYAL RUMBLE győzelem (1x)
- 2015.01.25.: 2015-ben megnyerte a Royal Rumble-t; utolsónak Rusev-et ejtette ki.

## Bevonuló zenéi
- Jim Johnston – "Special Op" (A Pajzs tagjaként)
- Jim Johnston – "The Truth Reigns" (2014. június 16.–2021 április 30.)
- Def Rebel – "Head of The Table" (2021. április 30.-napjainkig)

## Magánélete
Anoa'i félig szamoai, félig olasz. Apja, Sika Anoa'i, és testvére, Rosey is profi birkózó volt. Az Anoa'i család tagjaként több rokona szintén profi birkózással foglalkozott vagy foglalkozik még most is, többek között: Yokozuna, Rikishi, Umaga, The Tonga Kid, Dwayne Johnson, Jacob Fatu és az Uso ikrek. 2014 december elején feleségül vette Galina Joelle Becker-t; akivel van egy közös lánya és 2 ikerpár fia. Így összesen 5 gyermeket nevelnek.

## Fordítás
Ez a szócikk részben vagy egészben  a   Roman_Reigns című angol Wikipédia-szócikk fordításán alapul.  Az eredeti cikk szerkesztőit annak laptörténete sorolja fel. Ez a jelzés csupán a megfogalmazás eredetét és a szerzői jogokat jelzi, nem szolgál a cikkben szereplő információk forrásmegjelöléseként.